# Hàssan (nom)
Hàssan o al-Hàssan és un nom masculí àrab (àrab: حسن, Ḥasan o الحسن, al-Ḥasan) que literalment significa ‘bonic’, ‘bo’, ‘graciós', ‘excel·lent’. Si bé Hàssan o, amb l'article, al-Hàssan, són les transcripcions normatives en català del nom en àrab clàssic, també se'ls pot trobar transcrits Hasan, al-Hasan, Hassen, Hasson, Hassin, Hassine, Hacen, Hasen, Hasin, Hassa, Hassann, Hasa, Hasso, Cassin, Chassan, Chasan, Khassan, Khasan, Cassan, Casan, Hasaan... Pel fet de ser el nom d'un dels nets del profeta Muhàmmad i fill d'Alí ibn Abi-Tàlib i Fàtima az-Zahrà, al-Hàssan ibn Alí, és un nom molt comú entre els musulmans, arabòfons i no arabòfons, que l'han adaptat a les característiques fòniques i gràfiques de la seva llengua: en albanès i turc: Hasan; en català medieval: Ahacen, Hacen; en diverses llengües africanes, segons la transcripció francesa: Lassana, Alassane, Lacène.
Vegeu aquí personatges i llocs que duen aquest nom.